# Formica subspinosa
Formica subspinosa é uma espécie de formiga do gênero Formica, pertencente à subfamília Formicinae.